# Premier League Darts 2010
De Whyte and Mackay Premier League Darts 2010 was een dartstoernooi, dat georganiseerd werd door de Professional Darts Corporation. Het toernooi begon op 11 februari en de finale werd gespeeld op 23 mei 2010 in de Wembley Arena. Het totale prijzengeld was 400.000 pond, waarvan 125.000 voor de winnaar. Het toernooi werd gewonnen door Phil Taylor, die daarmee dit toernooi voor de vijfde keer won in zes jaar.

## Kwalificatie
De top zes van de Order of Merit na het Wereldkampioenschap is automatisch geplaatst. James Wade, de winnaar van 2009 zal zijn titel verdedigen, terwijl ook Phil Taylor en Raymond van Barneveld al voor het WK zeker waren van kwalificatie. Mervyn King en Terry Jenkins plaatsten zich via het WK definitief voor de Premier League en John Part viel uit de top zes. Op 4 januari 2010 werd bekendgemaakt dat Simon Whitlock de eerste wildcard ontving. Op 13 januari werd bekend dat Adrian Lewis de tweede wildcard kreeg.
| Speler                | Aantal deelnames | Aantal deelnames op rij | Laatste deelname | Beste Resultaat                        | Huidige positie op de PDC Order of Merit |
| --------------------- | ---------------- | ----------------------- | ---------------- | -------------------------------------- | ---------------------------------------- |
| Phil Taylor           | 6de              | 6                       | 2009             | Winnaar (2005, 2006, 2007, 2008)       | 1                                        |
| Raymond van Barneveld | 5de              | 5                       | 2009             | Halvefinalist (2006, 2007, 2008, 2009) | 2                                        |
| James Wade            | 3de              | 3                       | 2009             | Winnaar (2009)                         | 3                                        |
| Ronnie Baxter         | 2de              | 1                       | 2006             | Poulefase (2006)                       | 6                                        |
| Mervyn King           | 2de              | 2                       | 2009             | Finalist (2009)                        | 4                                        |
| Terry Jenkins         | 4de              | 4                       | 2009             | Finalist (2007)                        | 5                                        |
| Simon Whitlock        | 1ste             | 1                       | geen             | geen                                   | 17                                       |
| Adrian Lewis          | 3de              | 1                       | 2008             | Halve finale (2008)                    | 7                                        |

## Speelsteden
| Londen                        | Bournemouth           | Belfast                   | Exeter                  | Manchester               |
| ----------------------------- | --------------------- | ------------------------- | ----------------------- | ------------------------ |
| The O2 Arena 11 februari      | BIC 18 februari       | Odyssey Arena 25 februari | Westpoint Arena 4 maart | M.E.N. Arena 11 maart    |
|                               | geen foto beschikbaar | geen foto beschikbaar     |                         |                          |
| Brighton                      | Birmingham            | Cardiff                   | Glasgow                 | Sheffield                |
| Brighton Centre 18 maart      | NIA 25 maart          | CIA 1 april               | SECC 8 april            | Sheffield Arena 15 april |
|                               |                       |                           |                         |                          |
| Liverpool                     | Aberdeen              | Newcastle                 | Nottingham              | Londen                   |
| Liverpool Echo Arena 22 april | AECC 29 april         | Metro Radio Arena 6 mei   | Trent FM Arena 13 mei   | Wembley Arena 23 mei     |
|                               |                       |                           |                         |                          |

## Wedstrijden

### Groepsfase

#### 11 februari
O2 Arena, Londen
|                       | Score |               |
| --------------------- | ----- | ------------- |
|                       |       |               |
| Ronnie Baxter         | 7 - 7 | Terry Jenkins |
| Mervyn King           | 8 - 5 | Adrian Lewis  |
| Raymond van Barneveld | 8 - 5 | James Wade    |
| Simon Whitlock        | 3 - 8 | Phil Taylor   |

Vaakst 180: Phil Taylor, James Wade: 5
Hoogste finish: Mervyn King 124

#### 18 februari
International Centre, Bournemouth
|               | Score |                       |
| ------------- | ----- | --------------------- |
|               |       |                       |
| Adrian Lewis  | 8 - 3 | Raymond van Barneveld |
| Terry Jenkins | 7 - 7 | Simon Whitlock        |
| Phil Taylor   | 8 - 6 | Ronnie Baxter         |
| James Wade    | 4 - 8 | Mervyn King           |

Vaakst 180: Adrian Lewis, Simon Whitlock: 6
Hoogste finish: Adrian Lewis 121

#### 25 februari
Odyssey Arena, Belfast
|                | Score |                       |
| -------------- | ----- | --------------------- |
|                |       |                       |
| Mervyn King    | 6 - 8 | Ronnie Baxter         |
| Adrian Lewis   | 6 - 8 | Terry Jenkins         |
| Simon Whitlock | 8 - 5 | Raymond van Barneveld |
| Phil Taylor    | 8 - 2 | James Wade            |

Vaakst 180: Terry Jenkins, Phil Thaylor: 6
Hoogste finish: Ronnie Baxter: 164

#### 4 maart
Westpoint Arena, Exeter
|               | Score |                       |
| ------------- | ----- | --------------------- |
|               |       |                       |
| James Wade    | 7 - 7 | Adrian Lewis          |
| Ronnie Baxter | 8 - 6 | Simon Whitlock        |
| Mervyn King   | 8 - 5 | Terry Jenkins         |
| Phil Taylor   | 8 - 2 | Raymond van Barneveld |

Hoogste 1-pijl gemiddelde: Adrian Lewis: 34,33
Vaakst 180: Adrian Lewis, Mervyn King: 6
Hoogste finish: James Wade: 148

#### 11 maart
M.E.N. Arena, Manchester
|               | Score |                       |
| ------------- | ----- | --------------------- |
|               |       |                       |
| James Wade    | 7 - 7 | Ronnie Baxter         |
| Phil Taylor   | 7 - 7 | Mervyn King           |
| Terry Jenkins | 4 - 8 | Raymond van Barneveld |
| Adrian Lewis  | 4 - 8 | Simon Whitlock        |

Hoogste finish: Phil Taylor 161

#### 18 maart
The Centre, Brighton
|                       | Score |               |
| --------------------- | ----- | ------------- |
|                       |       |               |
| Phil Taylor           | 8 - 3 | Terry Jenkins |
| Raymond van Barneveld | 7 - 7 | Mervyn King   |
| Ronnie Baxter         | 6 - 8 | Adrian Lewis  |
| Simon Whitlock        | 4 - 8 | James Wade    |

Hoogste finish: Simon Whitlock 170

#### 25 maart
National Indoor Arena, Birmingham
|                       | Score |                |
| --------------------- | ----- | -------------- |
|                       |       |                |
| Mervyn King           | 6 - 8 | Simon Whitlock |
| James Wade            | 8 - 5 | Terry Jenkins  |
| Raymond van Barneveld | 4 - 8 | Ronnie Baxter  |
| Adrian Lewis          | 4 - 8 | Phil Taylor    |

Hoogste finish: Ronnie Baxter 164

#### 1 april
Cardiff International Arena, Cardiff
|                | Score |                       |
| -------------- | ----- | --------------------- |
|                |       |                       |
| Terry Jenkins  | 2 - 8 | Mervyn King           |
| Simon Whitlock | 5 - 8 | Ronnie Baxter         |
| Adrian Lewis   | 8 - 5 | James Wade            |
| Phil Taylor    | 8 - 2 | Raymond van Barneveld |

Hoogste finish: Ronnie Baxter 124

#### 8 april
SECC, Glasgow
|                       | Score |               |
| --------------------- | ----- | ------------- |
|                       |       |               |
| Raymond van Barneveld | 6 - 8 | Adrian Lewis  |
| Simon Whitlock        | 8 - 3 | Terry Jenkins |
| Ronnie Baxter         | 4 - 8 | Phil Taylor   |
| Mervyn King           | 4 - 8 | James Wade    |

Hoogste finish: Mervyn King 161

#### 15 april
Sheffield Arena, Sheffield
|                       | Score |                |
| --------------------- | ----- | -------------- |
|                       |       |                |
| Terry Jenkins         | 8 - 5 | Adrian Lewis   |
| Ronnie Baxter         | 7 - 7 | Mervyn King    |
| James Wade            | 7 - 7 | Phil Taylor    |
| Raymond van Barneveld | 6 - 8 | Simon Whitlock |

Hoogste finish: Simon Whitlock 154

#### 22 april
Echo Arena, Liverpool
|               | Score |                       |
| ------------- | ----- | --------------------- |
|               |       |                       |
| Terry Jenkins | 8 - 4 | Ronnie Baxter         |
| James Wade    | 8 - 3 | Raymond van Barneveld |
| Adrian Lewis  | 3 - 8 | Mervyn King           |
| Phil Taylor   | 8 - 5 | Simon Whitlock        |

Hoogste finish: Phil Taylor 125

#### 29 april
AECC, Aberdeen
|                       | Score |               |
| --------------------- | ----- | ------------- |
|                       |       |               |
| Ronnie Baxter         | 7 - 7 | James Wade    |
| Mervyn King           | 1 - 8 | Phil Taylor   |
| Raymond van Barneveld | 8 - 6 | Terry Jenkins |
| Simon Whitlock        | 7 - 7 | Adrian Lewis  |

Hoogste finish: Terry Jenkins 146

Tijdens de tweede leg van zijn wedstrijd tegen Terry Jenkins gooide Raymond van Barneveld een 9-darter

#### 6 mei
Metro Radio Arena, Newcastle
|               | Score |                       |
| ------------- | ----- | --------------------- |
|               |       |                       |
| Adrian Lewis  | 7 - 7 | Ronnie Baxter         |
| Mervyn King   | 5 - 8 | Raymond van Barneveld |
| James Wade    | 4 - 8 | Simon Whitlock        |
| Terry Jenkins | 5 - 8 | Phil Taylor           |

Hoogste finish: Mervyn King 130

#### 13 mei
Trent FM Arena, Nottingham
|                | Score |                       |
| -------------- | ----- | --------------------- |
|                |       |                       |
| Simon Whitlock | 8 - 2 | Mervyn King           |
| Terry Jenkins  | 5 - 8 | James Wade            |
| Ronnie Baxter  | 2 - 8 | Raymond van Barneveld |
| Phil Taylor    | 8 - 1 | Adrian Lewis          |

Hoogste finish: Simon Whitlock 130

## Eindstand
| Pos | Name                  | Pld | W  | D | L | LF  | LA  | +/− | LWAT | 100+ | 140+ | 180s | HC  | Pts |
| --- | --------------------- | --- | -- | - | - | --- | --- | --- | ---- | ---- | ---- | ---- | --- | --- |
| 1   | Phil Taylor           | 14  | 12 | 2 | 0 | 110 | 52  | +58 | 46   | 192  | 145  | 46   | 161 | 26  |
| 2   | Simon Whitlock        | 14  | 7  | 2 | 5 | 93  | 84  | +9  | 38   | 202  | 124  | 47   | 170 | 16  |
| 3   | James Wade            | 14  | 5  | 4 | 5 | 88  | 89  | −1  | 29   | 230  | 123  | 52   | 148 | 14  |
| 4   | Mervyn King           | 14  | 5  | 3 | 6 | 85  | 88  | −3  | 34   | 197  | 134  | 44   | 161 | 13  |
| 5   | Ronnie Baxter         | 14  | 4  | 5 | 5 | 89  | 96  | −7  | 36   | 249  | 138  | 33   | 164 | 13  |
| 6   | Raymond van Barneveld | 14  | 5  | 1 | 8 | 78  | 93  | −15 | 30   | 219  | 107  | 44   | 141 | 11  |
| 7   | Adrian Lewis          | 14  | 4  | 3 | 7 | 81  | 97  | −16 | 28   | 212  | 127  | 56   | 140 | 11  |
| 8   | Terry Jenkins         | 14  | 3  | 2 | 9 | 76  | 101 | −25 | 26   | 255  | 138  | 39   | 146 | 8   |

NB: LWAT betekent Legs Won Against Throw. Als punten gelijk zijn wordt stand bepaald door +/-

### Playoffs
Wembley Arena, Londen
|                       | Score  |             |
| --------------------- | ------ | ----------- |
| 24 mei - Halve finale |        |             |
| Phil Taylor           | 8 - 1  | Mervyn King |
| Simon Whitlock        | 6 - 8  | James Wade  |
| 24 mei - 3e/4e plaats |        |             |
| Simon Whitlock        | 7 - 8  | Mervyn King |
| 24 mei - Finale       |        |             |
| Phil Taylor           | 10 - 8 | James Wade  |

Hoogste finish: 147

Tijdens de finalepartij tegen James Wade gooide Phil Taylor in de 2e alsook in de 15e leg een 9-darter
- De playoffs waren oorspronkelijk gepland op zondag 23 mei, maar werden een dag uitgesteld vanwege stroomstoringen bij Wembley[3].

2005 ·
2006 ·
2007 ·
2008 ·
2009 ·
2010 ·
2011 ·
2012 ·
2013 ·
2014 ·
2015 ·
2016 ·
2017 ·
2018 ·
2019 ·
2020 ·
2021 ·
2022 ·
2023 ·
2024 ·
2025